# Bomico
Bomico war ein deutscher Publisher und Distributor für Computerspiele mit Sitz in Kelsterbach. Das Unternehmen hatte seinen Höhepunkt Mitte der 1990er, als es durch exklusive Vertriebsabkommen und eigene Entwicklungskapazitäten große Marktanteile im deutschen Spielemarkt besaß. 1997 wurde Bomico vom französischen Publisher Infogrames übernommen und zur deutschen Vertriebsniederlassung der französischen Atari-Gruppe umfunktioniert. Das ursprüngliche Tochterunternehmen Sunflowers wurde bis 2007 unabhängig weitergeführt.

## Geschichte
Das Unternehmen wurde 1986 von Adi Boiko gegründet. Es vertrieb zunächst erfolgreich Computerspiele für Heimcomputer wie den Amiga oder Atari ST als Distributor auf dem deutschen Markt. Dazu zählten die Spiele von Coktel Vision, Domark, Starbyte oder Infogrames. Zu den frühen eigenen Titeln zählte beispielsweise Die Fugger. Im Laufe der Zeit wurden zwei Tochterunternehmen gegründet. Die 1991 gegründete Laguna Videospiele Vertriebs & Marketing GmbH war für den Vertrieb und die Vermarktung von Konsolenspielen zuständig (u. a. Mega Man). Die 1993 gegründete Sunflowers hatte ihren Schwerpunkt auf dem Markt für PC-Spiele und entwickelte zunächst auch selbst Spiele (Die Fugger II, Aufschwung Ost, Holiday Island).
Im Mai 1996 übernahm die niederländische Philips Media, die Computerspielsparte des Elektronikkonzerns Philips, sowohl Bomico als auch Laguna vollständig. An Sunflowers übernahm Philips lediglich einen Minderheitsanteil. Zu diesem Zeitpunkt hielt Bomico einen Marktanteil von 70 % am deutschen Computerspielmarkt und besaß exklusive Marketing- und Distributionsabkommen mit Brøderbund, Maxis, Ocean Software, Sierra Entertainment/Coktel Vision und Blizzard Entertainment. Bereits 1997 reichte der Philips-Konzern seine gesamte Computerspielsparte an den französischen Publisher Infogrames weiter, an dem der Konzern bereits zuvor eine Minderheitsbeteiligung gehalten hatte. Dieser wandelte Bomico als Infogrames Deutschland in seine deutsche Vertriebsniederlassung um und legte den bisherigen Unternehmensnamen ab. Unternehmensgründer Adi Boiko gab seine Leitungsfunktion auf und konzentrierte sich fortan auf die Geschäftsführung von Sunflowers. 2000 verließ auch Boikos Nachfolger als Geschäftsführer, Sunflowers-Mitgründer Wilhelm Hamrozi, Infogrames Deutschland und ging nach einem Zwischenspiel bei JoWooD 2003 ebenfalls zu Sunflowers. 2002 wurde die ursprüngliche Bomico-Gesellschaft mit Sitz in Kelsterbach (HRB 34030, AG Offenbach am Main) aufgelöst und der Firmensitz nach Frankfurt am Main verlegt (HRB 54793, AG Frankfurt am Main).
Infogrames Deutschland machte 2003 die konzernweite Umbenennung zur Atari-Gruppe mit. 2009 wurden die europäischen Niederlassungen Ataris wegen der finanziellen Schieflage des Konzerns an den japanischen Konzern Namco Bandai verkauft, der zuvor bereits mit 34 % an den europäischen Vertriebseinheiten beteiligt war. Zunächst firmierte das Unternehmen als Namco Bandai Partners Germany, später als Bandai Namco Entertainment Germany.

## Spiele
- 1988: Die Fugger (Amiga, Atari ST, Commodore 64)
- 1991: Antares (Amiga)
- 1991: Steigenberger Hotelmanager (Amiga, C64, DOS)
- 1991: Projekt Prometheus (Amiga, Atari ST, C64, DOS)
- 1993: Railway Challenge (DOS – via Sunflowers)
- 1993: Aufschwung Ost (Amiga, DOS – via Sunflowers)
- 1993: Cross Check (Amiga – via Sunflowers)
- 1994: Magic of Endoria (C64, DOS – via Sunflowers)
- 1995: Nectaris (DOS – via Sunflowers)
- 1996: Holiday Island (Windows – via Sunflowers)
- 1996: American Dream (DOS – via Sunflowers)
- 1996: Ace Ventura (Windows)
- 1996: Die Fugger II (DOS – via Sunflowers)
- 1997: The Space Bar (Mac OS, Windows)
- 1997: Obsidian (Mac OS, Windows)
- 1997: Hugo 2 (Game Boy, Game Boy Color – via Laguna)
- 1998: Geisterjäger John Sinclair: Evil Attacks (Windows)